# Luganszki forgalmi rendszámok
A Luganszki Népköztársaság 2016 májusa óta használ egyedi gépjármű-rendszámtáblákat. Ezeket a rendszámtáblákat, a szomszédos Donyecki Népköztársaság tábláihoz hasonlóan, 2017 februárjában az Orosz Föderáció hivatalosan is érvényesnek ismerte el.

Szabványos rendszám a Luganszki Népköztársaságban

2022 december 21-én változás történt a rendszámtáblák kiadásának feltételeiben. Ezen a napon adták ki először az orosz rendszámokat 181-es kóddal Luganszki Népköztársaságban mivel 2022. szeptember 30-án Oroszország részévé vált az egyesítési népszavazás után. Azoknak a lakosoknak, akiknek LPR-es vagy ukrán járműregisztrációja 2022. december 14. előtt történt, 2026. január 1-ig díjmentesen újra kell regisztrálniuk járművüket.